# Damaliscus
Damaliscus là một chi động vật có vú trong họ Bovidae, bộ Artiodactyla. Chi này được Sclater and Thomas miêu tả năm 1894. Loài điển hình của chi này là Antilope pygargus Pallas, 1767.

## Hình ảnh

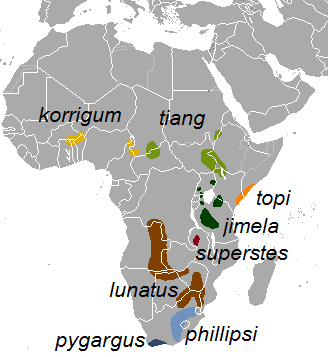
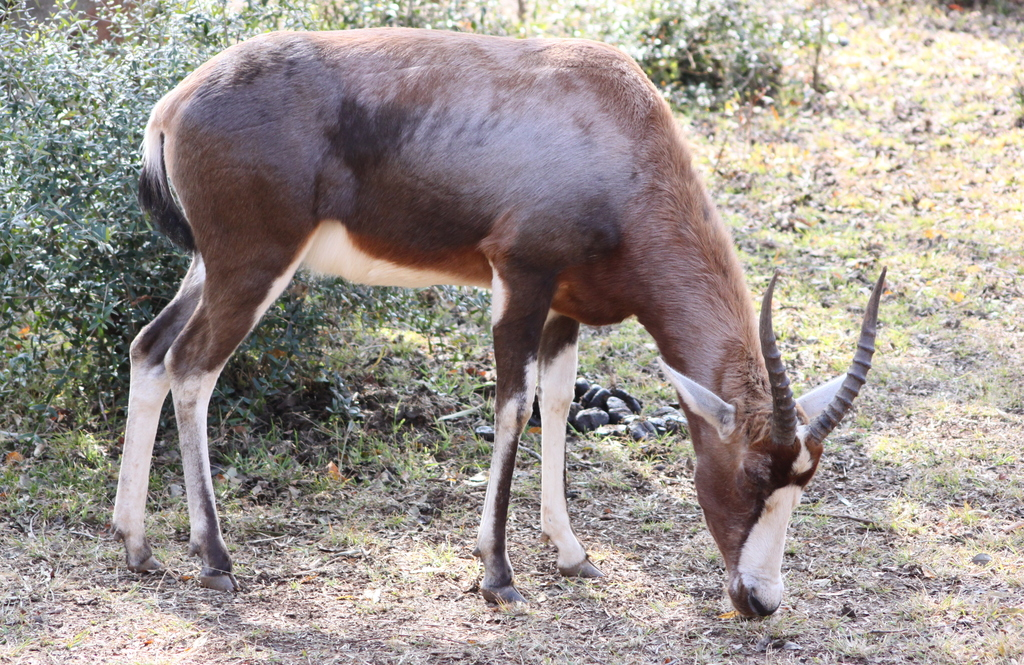
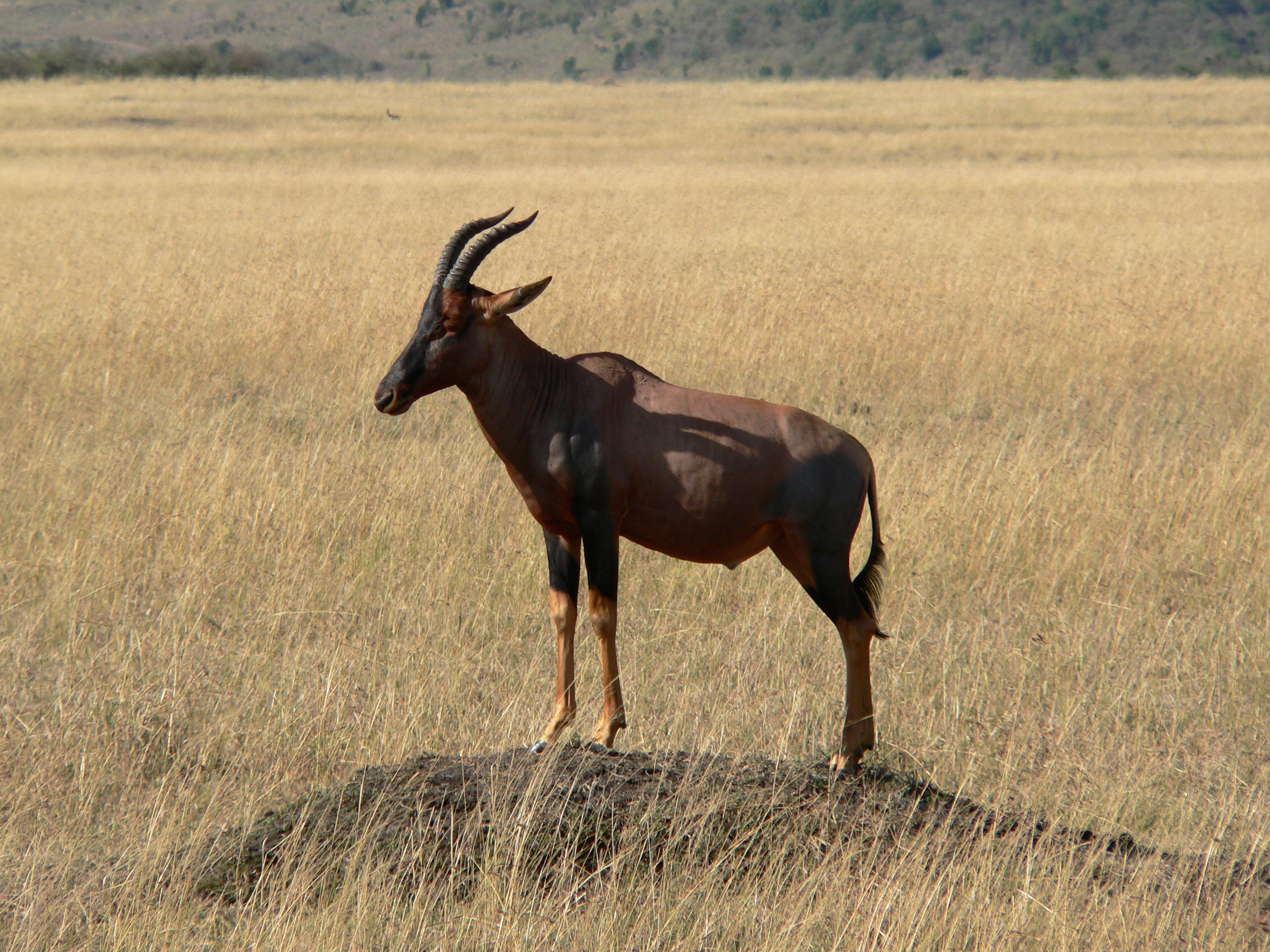
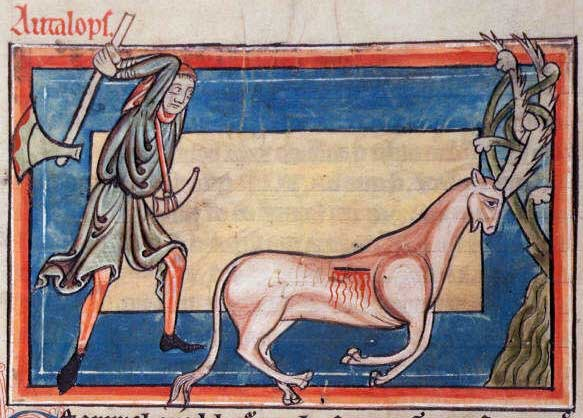

## Các loài
Chi này gồm các loài: